# 東開聞駅
東開聞駅（ひがしかいもんえき）は、鹿児島県指宿市開聞十町にある、九州旅客鉄道（JR九州）指宿枕崎線の駅である。駅名標は独自デザインのものに更新されており、開聞山麓の乗馬クラブに因んだ馬があしらわれている。

## 歴史
- 1960年（昭和35年）3月22日：国鉄指宿線（現・指宿枕崎線）の駅として開設[1][2]。気動車の旅客のみ取扱う無人駅[3]。
- 1963年（昭和38年）10月31日：指宿線が指宿枕崎線へ改称、同線の駅となる[1]。
- 1987年（昭和62年）4月1日：国鉄分割民営化に伴い、JR九州の駅となる[1]。

## 駅構造
単式ホーム1面1線を有する地上駅。
無人駅。駅舎は無いが、ホーム上に小さな旅客上屋が設置されている。

## 利用状況
- 2015年度の1日平均乗車人員は13人である。

| 年度 | 1日平均 乗車人員 | 1日平均 乗降人員 |
| ---- | ---------------- | ---------------- |
| 2003 | 38               |                  |
| 2004 | 44               |                  |
| 2005 | 38               | 78               |
| 2006 | 32               | 66               |
| 2007 | 27               | 55               |
| 2008 | 30               | 61               |
| 2009 | 29               | 59               |
| 2010 | 25               | 52               |
| 2011 | 16               | 34               |
| 2012 | 20               | 42               |
| 2013 | 18               | 36               |
| 2014 | 17               | 36               |
| 2015 | 13               | 27               |

## 駅周辺
- 池田湖
- 開聞岳
- いぶすきゴルフクラブ
- 下仙田簡易郵便局
- 赤崎病院
- 薩摩富士荘（特別養護老人ホーム）
- 国道226号
- 指宿市立開聞中学校

## 隣の駅
九州旅客鉄道（JR九州）
■指宿枕崎線
薩摩川尻駅 - 東開聞駅 - 開聞駅